# Davide Merola
Davide Merola (Santa Maria Capua Vetere, Italia, 27 de marzo de 2000) es un futbolista italiano. Juega como delantero centro en el Pescara de la Serie B.

## Trayectoria

### Inter
Sus inicios fue en el 2005, a la edad de 5 años en la juve sammaritana. Más tarde logró hacerse notar con Capua por varios observadores de toda Italia. Después de haber hecho varias audiciones, en 2014 es comprado por el Inter. El 2 de julio de 2017 firmó contrato de inscripción juvenil para permanecer en el Inter de Milán hasta 2020. Debutó con el Primavera el 10 de septiembre de 2017 en el Campeonato Primavera 1 ante el Udinese y logró marcar un gol. Con el equipo juvenil del Inter de Milán fue dos veces máximo goleador y también ganó la Supercoppa Primavera, el Campeonato Primavera y el Torneo Viareggio. El 11 de marzo de 2019 fue convocado para jugar en el primer equipo y debutó tres días después, para disputar la UEFA Europa League, ante el Eintracht Frankfurt.

### Empoli
El 20 de agosto de 2019 se anunció que Merola fue traspasado al Empoli.

### Arezzo
El 4 de octubre de 2020 fue cedido a Arezzo.

## Selección nacional

### Categorías inferiores
Con la selección de Italia Sub-17 participó en el Campeonato Europeo Sub-17 de la UEFA 2017 y con la Selección de Italia Sub-19 participó en el Campeonato Europeo de la UEFA Sub-19 2019.

## Estilo de juego
Merola ha sido descrito como un delantero clásico que opera principalmente dentro del área de penalti. Dotado de un disparo muy fuerte y preciso, es conocido por su ojo letal para el gol, y fue muy apreciado por su capacidad goleadora desde el comienzo de su carrera. A pesar de su diminuta estatura y su esbelto físico, también es conocido por su predilección por marcar goles con la cabeza, debido a su velocidad de ejecución. Merola, un jugador muy dotado técnicamente, es diestro y también es conocido por su habilidad en jugadas a balón parado, a menudo anotando tiros libres.

## Estadísticas
| Club                    | Temporada     | Liga          | Liga  | Liga  | Copa  | Copa  | Europa | Europa | Otros | Otros | Total | Total |
| Club                    | Temporada     | División      | Part. | Goles | Part. | Goles | Part.  | Goles  | Part. | Goles | Part. | Goles |
| ----------------------- | ------------- | ------------- | ----- | ----- | ----- | ----- | ------ | ------ | ----- | ----- | ----- | ----- |
| Inter de Milán · Italia | 2018–19       | Serie A       | 0     | 0     | 0     | 0     | 1      | 0      | —     | —     | 1     | 0     |
| Empoli F.C. · Italia    | 2019–20       | Serie B       | 4     | 0     | 1     | 0     | 0      | 0      | —     | —     | 5     | 0     |
| Empoli F.C. · Italia    | 2020–21       | Serie B       | 0     | 0     | 1     | 2     | 0      | 0      | —     | —     | 1     | 2     |
| Arezzo · Italia         | 2020–21       | Serie C       | 0     | 0     | 0     | 0     | 0      | 0      | —     | —     | 0     | 0     |
| Arezzo · Italia         | Total         | Total         | 4     | 0     | 2     | 2     | 1      | 0      | 0     | 0     | 7     | 2     |
| Total carrera           | Total carrera | Total carrera | 4     | 0     | 2     | 2     | 1      | 0      | 0     | 0     | 7     | 2     |